# شمارش شبکه
شمارش شبکه (به انگلیسی: Network enumeration) یک فعالیت محاسباتی است که نام‌های کاربری و اطلاعات گروه‌ها، اشتراک گذاری‌ها و خدمات شبکه‌های رایانه‌ای را بازیابی می‌کند. این نباید با نگاشت شبکه که فقط اطلاعات مربوط به سرورهای متصل به یک شبکه خاص و آنچه که سیستم عامل روی آنها به اجرا درمی‌آورد را بازیابی می‌کند، اشتباه گرفته شود.
شمارش شبکه کشف میزبان‌ها یا تجهیزات شبکه است. آنها تمایل به استفاده از پروتکل‌های اکتشاف صریح از قبیل: ICMP و SNMP برای جمع‌آوری اطلاعات دارند. آنها همچنین ممکن است پورت‌های مختلفی را از میزبان راه دور اسکن کنند که این امر به دنبال تلاش برای شناسایی خدمات شناخته شده از عملکرد میزبان راه دور انجام می‌پذیرد. مرحله بعدی شمارش، اثر انگشت گرفتن از سیستم عامل میزبان راه دور می‌باشد.

## نرم‌افزار
یک شمارنده شبکه یا اسکنر شبکه یک برنامه رایانه‌ای است که جهت بازیابی نام‌های کاربری و اطلاعات گروه‌ها، اشتراک گذاری‌ها و خدمات رایانه‌های شبکه شده استفاده می‌شود. این نوع از برنامه‌ها، شبکه را برای آسیب‌های امنیتی آن، اسکن می‌کنند. اگر آسیبی در بخش امنیتی شبکه وجود داشته باشد، گزارشی به هکر برمی‌گرداند که ممکن است هکر بخواهد از این اطلاعات به منظور اختلال در شبکه و نیز دستیابی به یک ورودی به شبکه یا دیگر فعالیت‌های خرابکارانه، بهره ببرد. هکرهای با اخلاق از این اطلاعات جهت از بین بردن قطعی‌ها و تقویت شبکه خودشان استفاده می‌کنند.
هکرهای خرابکار (یا کلاه سیاه) می‌توانند روی یک ورودی به شبکه، اطلاعات حساس امنیتی را به دست آورند یا شبکه را خراب کنند طوری که بلااستفاده گردد. اگر این شبکه متعلق به یک کمپانی باشد که از آن به‌طور منظم استفاده می‌کند، احتمالاً قابلیت ارسال اطلاعات به صورت داخلی به دیگر بخش‌های سازمان را از دست می‌دهد.

## شمارنده شبکه منبع باز محبوب
- ان‌مپ
- نسوز